# بئاتا کوژیدراک
بئاتا اِلژبیِتا کوژیدراک (لهستانی: Beata Elżbieta Kozidrak، زاده ۴ مه ۱۹۶۰ در لوبلین، لهستان) خواننده پاپ-راک لهستانی است که در گروه موسیقی لهستانی «بایم» می‌باشد.